# Serge Hestroffer
Serge Hestroffer (né le 25 septembre 1931 à Alger à l'époque en Algérie française et aujourd'hui en Algérie) et mort le 21 octobre 2022 à Antibes, est un footballeur français, qui évoluait au poste de défenseur central, ou arrière latéral.

## Biographie
Serge Hestroffer commence sa carrière au FC Sète. Il joue ensuite en faveur du FC Sochaux, du Racing Club de Strasbourg, et des Girondins de Bordeaux en 1959-1960 et 1960-1961. Il termine sa carrière au Red Star. Il va revenir à Bordeaux et prendre la direction de la Succursale Martini, sans perdre de vue le football puisqu'il va devenir entraîneur du Football Club Libourne pendant cinq années, puis du club  de football de Bazas, et enfin du club de Lège Cap Ferret toujours en Gironde, avant de retourner en terre niçoise et s'éloigner définitivement du football.
Il dispute 65 matchs en Division 1, marquant un but, et 124 matchs en Division 2, sans inscrire de but.
Il est quart de finaliste de la Coupe de France en 1958 avec l'équipe de Strasbourg.